# Dryoscopus
Dryoscopus és un gènere d'ocells de la família dels malaconòtids (Malaconotidae ).

## Taxonomia
Segons la Classificació del Congrés Ornitològic Internacional (versió 13.1, 2023) aquest gènere està format per 6 espècies:
- cublà de Sabine (Dryoscopus sabini).
- cublà de cames roses (Dryoscopus angolensis).
- cublà ullvermell (Dryoscopus senegalensis).
- cublà dorsinegre (Dryoscopus cubla).
- cublà de Gàmbia (Dryoscopus gambensis).
- cublà de Pringle (Dryoscopus pringlii).